# Macromitrium dubium
Macromitrium dubium là một loài Rêu trong họ Orthotrichaceae. Loài này được Schimp. ex Müll. Hal. mô tả khoa học đầu tiên năm 1849.